# Dom rodzinny Ludwika Zamenhofa w Białymstoku
Dom rodzinny Ludwika Zamenhofa – dom, który znajdował się przy ówczesnej ul. Zielonej 6 (potem ul. Ludwika Zamenhofa) w Białymstoku, miejsce urodzenia Ludwika Zamenhofa.

## Historia
Marek Zamenhof do Białegostoku przeniósł się z Tykocina. Tu ożenił się z Rozalią Sofer i wynajął mieszkanie na piętrze domu przy ul. Zielonej 6. Marek Zamenhof był nauczycielem i uczył języków obcych, między innymi w białostockim Gimnazjum Realnym. 15 grudnia 1859 w domu przy ul. Zielonej urodził się pierworodny syn Zamenhofów Ludwik Łazarz i mieszkał tu z rodzicami i rodzeństwem do 1873 roku.
Drewniany dom rodzinny Ludwika Zamenhofa w Białymstoku przy ul. Zielonej, a od 1919 roku ulicy Zamenhofa 26 nie zachował się. W tym miejscu stoi powojenna kamienica, której właścicielem jest prywatna osoba. Dlatego miejsce urodzenia Ludwika Zamenhofa upamiętniono tablicą umieszczoną w 1959 roku na sąsiednim budynku.

### Ulica Zamenhofa
O zmianę nazwy ulicy zabiegał Jakub Szapiro, propagator języka i idei esperanto. Po I wojnie światowej reaktywował prace białostocki ruch esperantystów i dzięki wsparciu Tymczasowego Komitetu Miejskiego, 11 czerwca 1919 została zmieniona nazwa ulicy, przy której stał dom rodzinny Zamenhofa. Z tej okazji na parterze domu umieszczono pamiątkową księgę, do której mogli wpisywać się goście odwiedzający dom. W dawnym mieszkaniu Zamenhofów na piętrze mieszkał wtedy zegarmistrz Wajnsztok.

### Tablica pamiątkowa
Białostockie Towarzystwo „Zamenhof”, które powstało w 1920 roku, rok później w sierpniu 1921 na zebraniu członków postanowiło na domu umieścić pamiątkową tablicę. Jednak nie było na to pieniędzy. Projekt został wsparty przez esperantystów z całego świata. W 1927 roku po obradach Światowego Kongresu Esperanto w Gdańsku w Białymstoku odbył się Zjazd Pokongresowy. 8 sierpnia z udziałem wojewody Mariana Rembowskiego na ścianie domu, miejscu urodzenia Zamenhofa, została odsłonięta ofiarowana przez samorząd miasta Białegostoku pamiątkowa tablica.

## Mural i pomnik

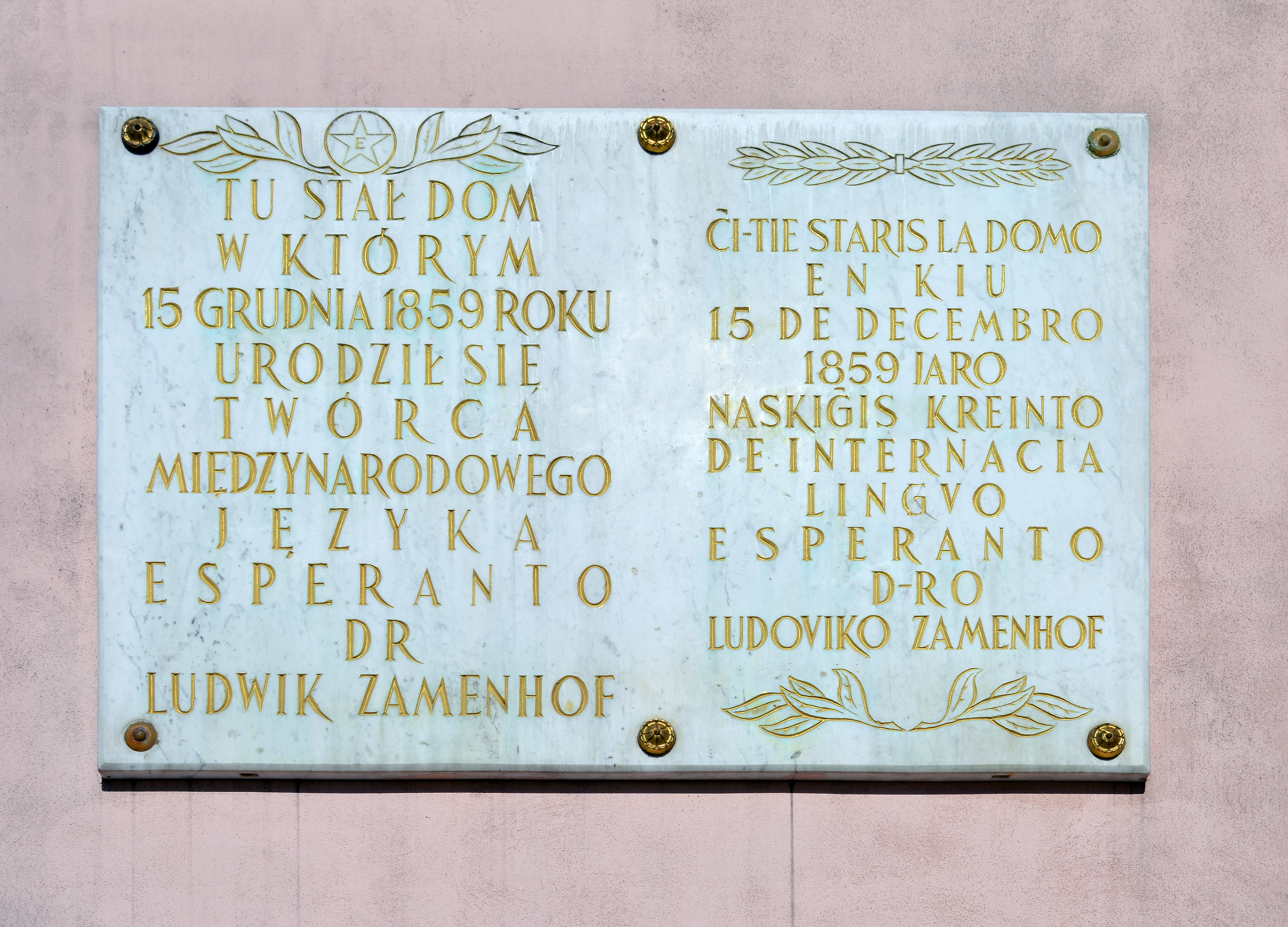
Białystok. Tablica upamiętniającą miejsce urodzenia Ludwika Zamenhofa.

W 2008 roku na ścianie budynku Zamenhofa 26, obok miejsca urodzenia twórcy esperanto, nad tablicą upamiętniającą to wydarzenie, został odsłonięty pamiątkowy mural.
W 2019 roku z okazji 102. rocznicy śmierci na rogu Rynku Kościuszki i ulicy Zamenhofa, obok miejsca, w którym stał dom rodzinny Zamenhofa, umieszczono pomnik-rzeźbę. Została ona sfinansowana z pieniędzy budżetu obywatelskiego. Pomnik przedstawia postać młodego Zamenhofa, stojącego na ulicy i wpatrującego się w rozrzucone na ziemi mosiężne płytki z literami w języku polskim, rosyjskim i jidisz, które mają symbolizować trudność porozumiewania się ludzi między sobą z powodu przynależności do różnych kultur. Jej autorami są warszawski rzeźbiarz Ryszard Piotrowski i jego córka Katarzyna Piotrowska.